# マルティーニ・エ・ロッシ

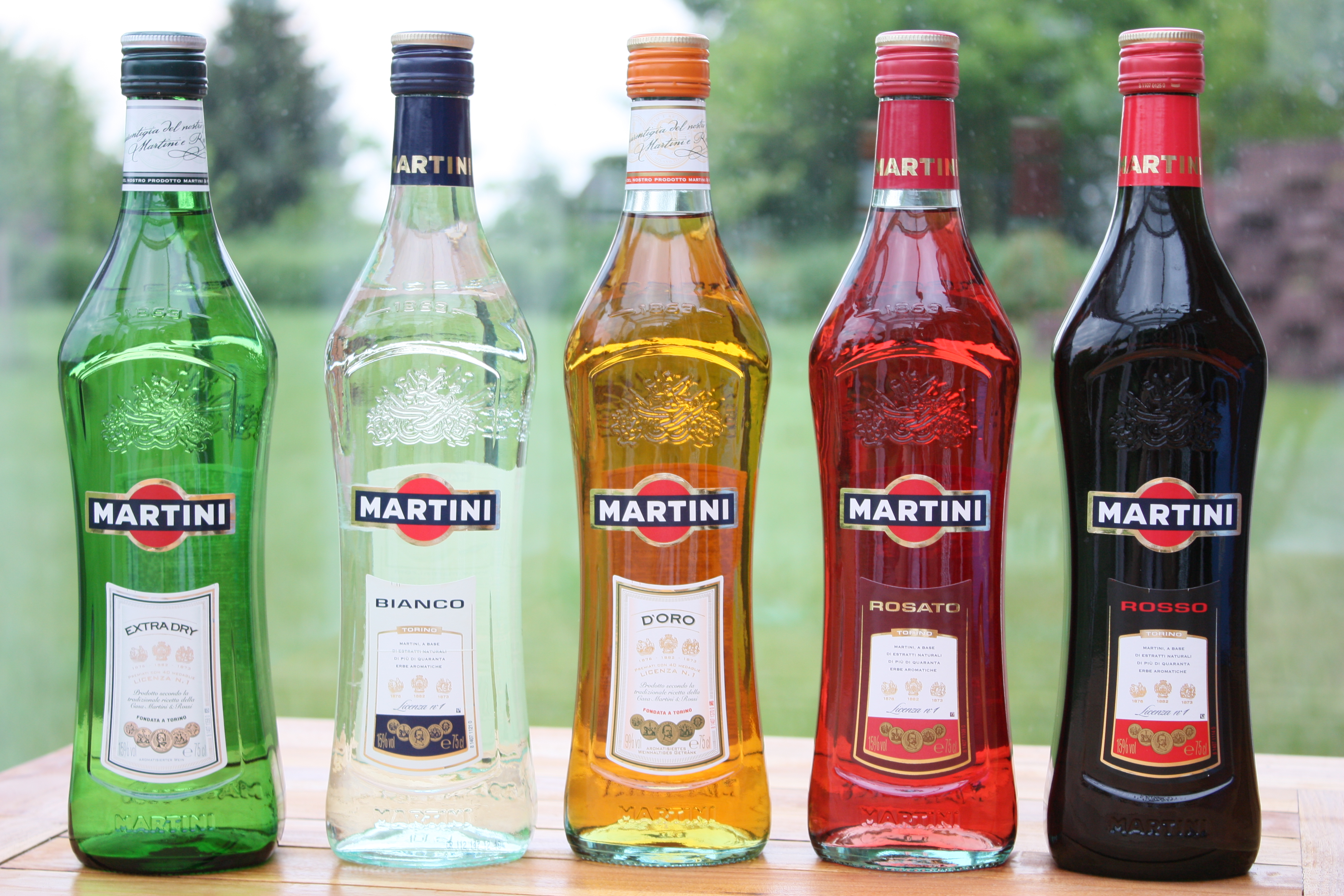
マルティーニ

マルティーニ・エ・ロッシ（Martini & Rossi）は、イタリアの酒類製造会社。ベルモットやスプマンテを製造している。マルティーニは世界的に有名なベルモットのブランドとなっている。
1800年代中頃、イタリア・ピエモンテ地方にあるトリノでアレッサンドロ・マルティーニ (Alessandro Martini), ルイージ・ロッシ(Luigi Rossi), テオフィロ・ソーラ (Teofilo Sola) の3人により創業された。1993年に、ラム酒で有名なバカルディ社と合併し、バカルディ・マルティーニ社 (Bacardi-Martini Limited)となる。

## 歴史
1840年、イタリアのトリノ地方の4人のワイン生産者、クレメンテ・ミカエル(Clemente Michael), カルロ・レ（Carlo Re)、カルロ・アニェッリ（Carlo Agnelli)、エリジオ・バウディーノ(Eligio Baudino) が共同で、ワインやリキュール、ベルモット等を販売する Distilleria Nazionale di Spirito di Vino社を設立した。
1850年、後のマルティーニ社を担う3人がDistilleria Nazionale社に加わる。アニェッリ一家からワイン畑を買ったアレサンドロ・マルティーニ、経理担当テオフィロ・ソーラ、ベルモットのレシピを開発したルイージ・ロッシの3人である。
1860年にレがなくなり、1863年にミカエルが退職したのち、権限を得たマルティーニ、ソーラ、ロッシの3人は会社の名前をMartini, Sola & Cia社と変更する。
その後、本社及び工場をジェノヴァの港に直結する道沿いにあるペッシオーネ（キエーリ）に移し、ベルモットの国際展開を始める。
1879年にテオフィロ・ソーラが亡くなる。その息子らは遺された株式をマルティーニとロッシに譲渡し、社名はマルティーニ・エ・ロッシ （Martini & Rossi）社と変更された。
20世紀初頭までの間、マルティーニ・エ・ロッシ社はロッシのレシピによるベルモットや新たに開発したスパークリング・ワインをアメリカやヨーロッパ中に輸出し、一大ブランドとなる。1905年には創業者アレッサンドロ・マルティーニが亡くなり、マルティーニ・エ・ロッシ社はルイージ・ロッシの4人の息子が受け継ぐ。
第二次世界大戦後、マルティーニ・エ・ロッシ社は次々と洋酒メーカー、ブランドを買収し、一大洋酒グループと変貌する。1960年にリキュールのサン・ラファエル、1966年ポートワインのオフリー、1971年フレンチ・ベルモットのノイリー・プラット、1988年リキュールのベネディクティン、1991年コニャックのオタールをそれぞれ買収する。そして、1992年、同様に一大洋酒グループとなっていたバカルディ社に買収され、バカルディ・マルティーニ社 (Bacardi-Martini Limited)となる。

## 広告活動
屋外看板やポスター、雑誌広告など様々な媒体を使った広告活動を古くから行っている。また下記のようにモータースポーツへのスポンサーも積極的に行っている他、ジョージ・クルーニーなどの人気俳優を起用したテレビCMなども制作している。

## マルティーニ・レーシング

### マルティーニ・ストライプ

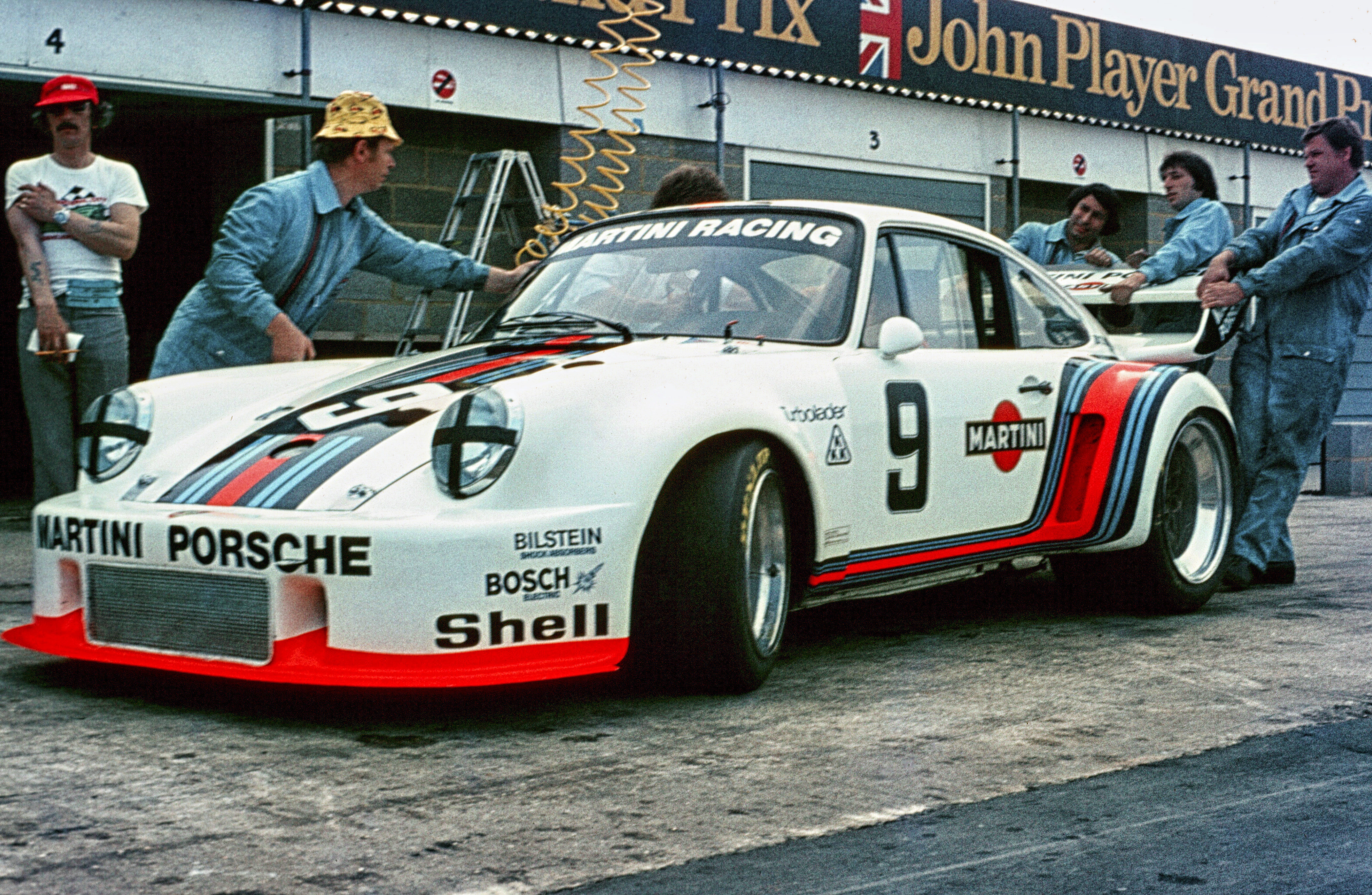
マルティーニ・ストライプ （ポルシェ・935）

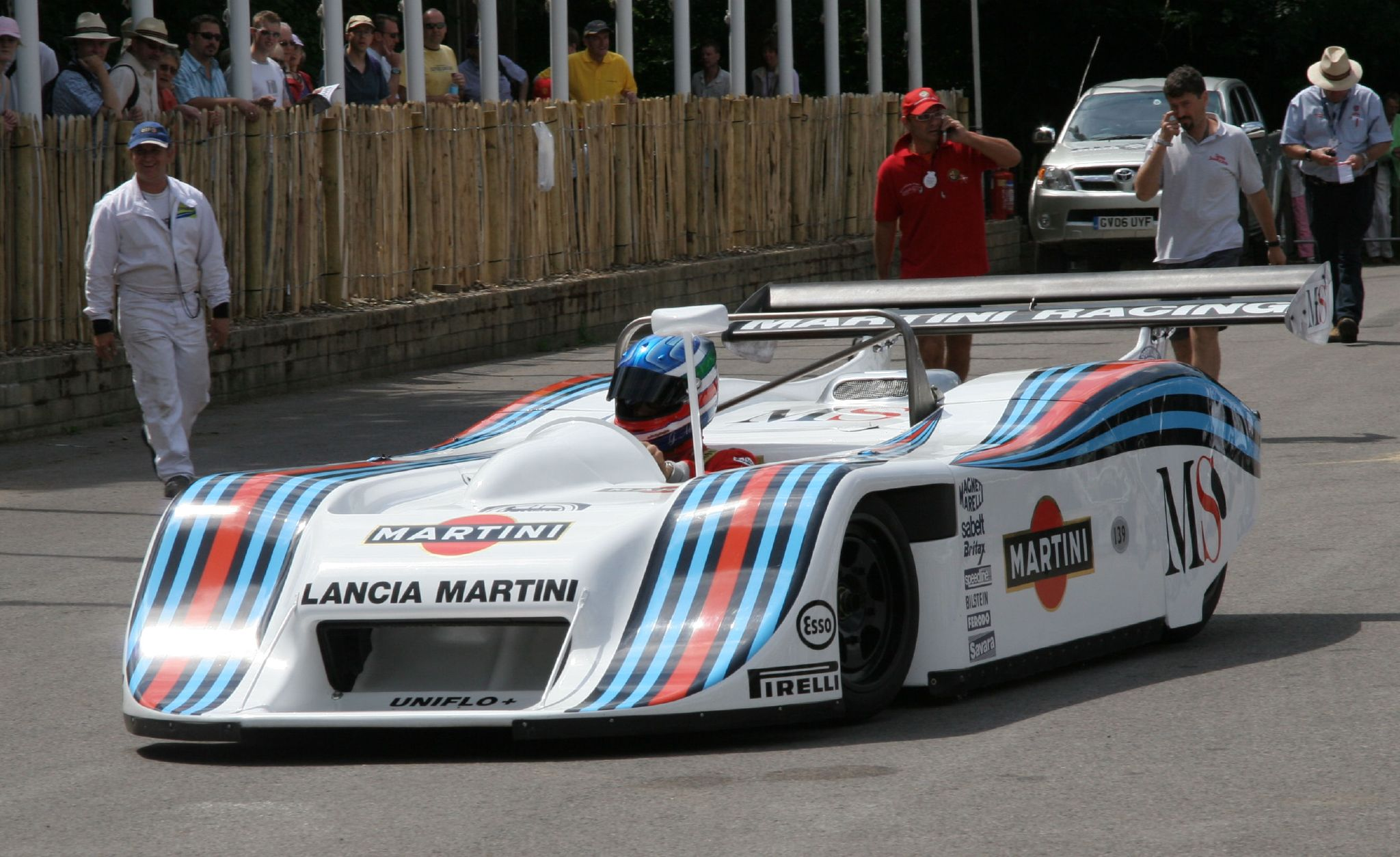
マルティーニ・ストライプ （ランチア・LC1）

「マルティーニ・レーシング」を通じモータースポーツにも世界選手権から国内選手権まで積極的に参加している。白地（銀地や黒地、赤地、緑地の物もある）に赤と水色と紺のラインが引かれた「マルティーニ・ストライプ」のカラーリングが有名。
1968年、マルティーニ・エ・ロッシ社のドイツ支部が、ニュルブルクリンク1000kmレースでプライベートチームを支援したのが「マルティーニ・レーシング」の始まり。最初はマルティーニ・ドイツ支社とビジネス関係にあった人物が友人のドライバーを財政支援しただけのものだったが、「ポルシェ907」の好調ぶりを見るにつけ、同社はスポンサーとしてモータースポーツ界で活動するようになる。ポルシェ・917や936などでル・マンにおいて優勝などの好成績を残しそのカラーリングを知らしめた。
F1には1972年～1973年に参戦したテクノのスポンサーとして参入。1975年～77年までブラバム、1979年にロータスなど当時のトップチームのメインスポンサーとなっている。しかし成績低迷により、ロータスと決別後、ラリー選手権へのスポンサードを開始した。
1980年代にはランチアへのスポンサーを開始し、Gr.5のベータ・モンテカルロに始まり、プロトタイプレーシングカーではLC1とLC2、またWRCでは037ラリーやデルタS4、デルタHFインテグラーレなどに栄光をもたらした。この頃にはエアロバティック、パワーボートへも積極的にチームを結成し活動している。
また、ツーリングカー選手権におけるアルファロメオ・155では1992年のCCIS (イタリア・スーパーツーリング選手権) 、1993年のDTM 、1994年のBTCCにおいて年間タイトルを獲得。1999年から2002年まではフォードのフォーカスをスポンサーした。

### 現在
2006年からフェラーリF1チームの公式スポンサーとなった。ただし車体はこれまで通り赤いままで、車体にロゴステッカーが貼られるのみであった。また、2012年ポルシェのテスト車においても1970年代のポルシェスポンサーのメモリアルとして継続支援を受けておりこういった形の早いテスト段階での契約も存在する。
2014年よりウィリアムズF1のメインスポンサーとなり、8年ぶりにF1チームのスポンサーとして復活することになった。なおロータスをスポンサーして以来のマシン全体にカラーリングが施される形となる上に、チーム名にもブランド名が入る形となる。

### ポルシェ911カレラS マルティーニレーシングエディション
2014年、ポルシェはル・マン復活を記念して、「911カレラS」をマルティーニ・ストライプに仕上げた「マルティーニレーシングエディション」を発売した。「マルティーニレーシングエディション」は世界限定80台、日本限定15台のみの生産。ヨーロッパの一部、日本、中国、およびラテンアメリカ市場でのみ販売された。
先述のテスト車以外にもポルシェは「911」のカップカーをマルティーニ・ストライプで飾っており、スポンサーを受けていない現在でもポルシェとマルティーニには縁がある。